# 静岡県道188号岩淵富士川停車場線
静岡県道188号岩淵富士川停車場線（しずおかけんどう188ごう いわぶちふじかわていしゃじょうせん）は、静岡県富士市内を通る一般県道である。

## 概要

### 路線データ
- 起点：静岡県富士市岩淵（静岡県道396号富士由比線交点）
- 終点：富士川停車場（静岡県富士市中之郷）

## 沿革
- 1960年（昭和35年）4月1日 - 認定[1]
- 1973年（昭和48年）1月20日 - 路線名が岩淵岩淵停車場線から変更される[2]。

## 地理

### 通過する自治体
- 静岡県富士市

### 接続する道路
- 静岡県道396号富士由比線（東海道）（起点：富士市岩淵、「富士川橋西交差点」南方）
- 静岡県道396号富士由比線（東海道）（富士川駅入口交差点）
- 富士市道（終点：富士市中之郷、「富士川駅」前）

### 周辺
- JR東海道本線 富士川駅
- 東名高速道路 富士川サービスエリア
- 富士市立富士川第一中学校
- 富士市立富士川第一小学校
- 王子特殊紙（王子製紙グループ） 製品開発研究所 東海分室
- ノダ 富士川工場
- 旭栄紙業